# Матюшин, Денис Игоревич
Денис Игоревич Матюшин (род. 14 марта 1983) — российский хоккеист, защитник.

## Биография
Воспитанник петербургского СКА. В сезоне 1999/2000 дебютировал в команде первой лиги «СКА-2», выступал за команду и в следующем сезоне. Единственный матч в Суперлиге за СКА сыграл 9 декабря 2000 года, когда основной состав улетел в США на матчи со студенческими клубами, и в гостевом матче с новокузнецким «Металлургом» (0:13) вышли дублёры.
В сезоне 2000/01 также играл за белорусский клуб «Юность-Минск» в ВЕХЛ. Выступал за петербургские команды «Спартак» (2001/02 — 2002/03) и «СКА-2» (2002/03 — 2003/04).